# Rugney
Rugney é uma comuna francesa na região administrativa do Grande Leste, no departamento de Vosges. Estende-se por uma área de 5.73 km². Em 2010 a comuna tinha 139 habitantes (densidade: 24,3 hab./km²).